# 打吹山

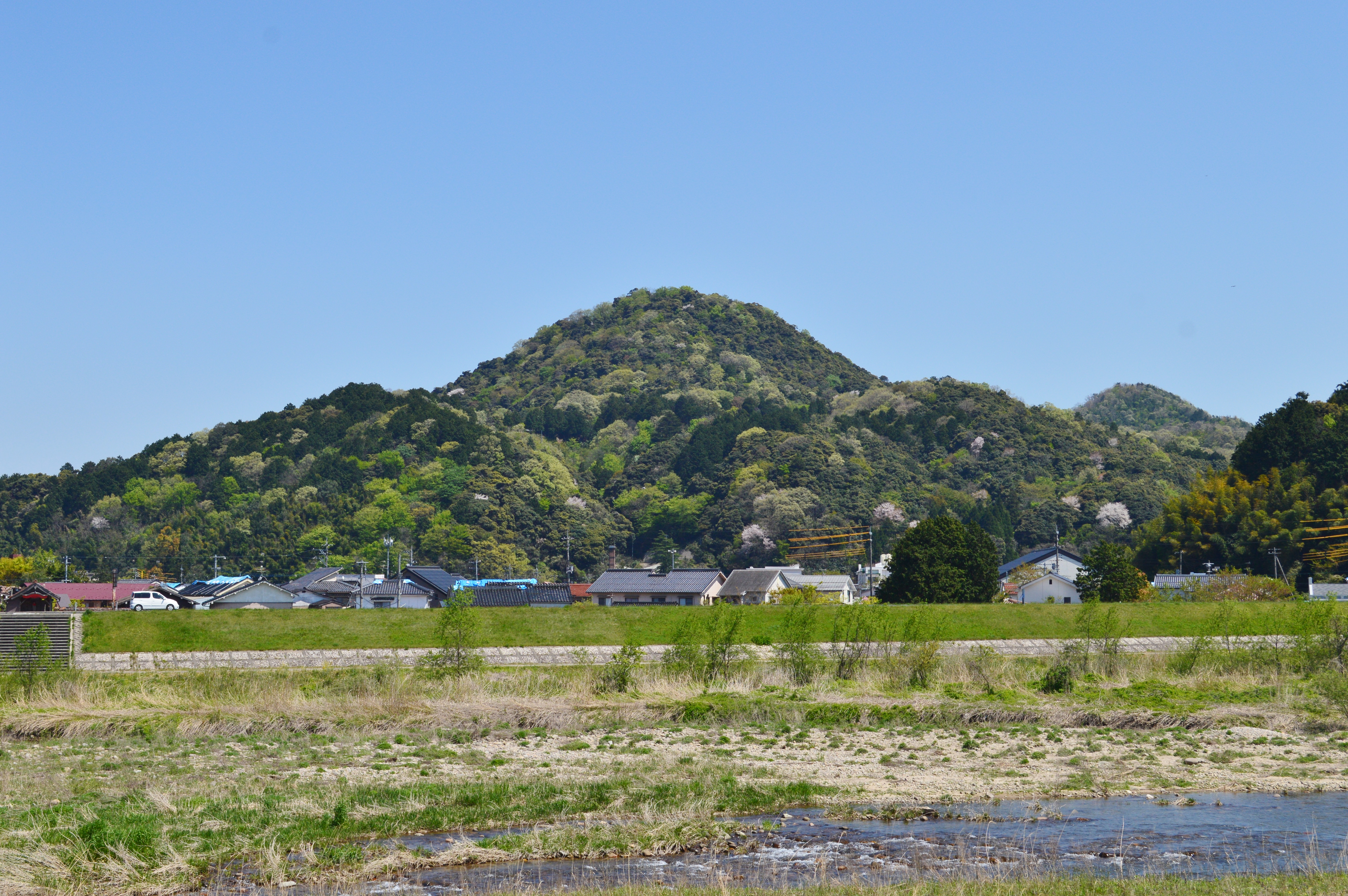
打吹山遠景

打吹山（うつぶきやま）は、鳥取県倉吉市にある山である。標高204m。天女伝説のある山で、残された天女の子どもが、この山の頂で太鼓や笛を吹いて天に帰った母親を思い偲んだと伝えられている。「箱庭富士」「伯耆の小富士」の別名がある。

## 概要
- 打吹山は倉吉市街地の南方にそびえ、倉吉市を象徴する山として市民に親しまれている。麓には、『日本さくら名所100選』『日本の都市公園100選』に選ばれた打吹公園、倉吉市立博物館、倉吉歴史民俗資料館、倉吉市営野球場、倉吉市営陸上競技場などの名所や社会教育施設、倉吉市立成徳小学校などの学校、そして重要伝統的建造物群保存地区の打吹玉川がある。
- 室町時代には伯耆国の守護所として打吹城が築かれたが、江戸時代初期に廃城となる。
- 1904年（明治37年）に当時皇太子だった大正天皇が山陰行幸を果たした記念として、城跡に打吹公園が開かれた。
- 1986年（昭和61年）には『緑の文明学会』から『森林浴の森100選』に選ばれた。

## 地形・地質
- 打吹山の山体は、おもに流紋岩から成っている。この流紋岩は中生代白亜紀の火山活動によって形成されたと考えられている。

## 自然
- 全山がスダジイやタブノキを中心とした常緑広葉樹に覆われている。中には樹齢500年を越え、幹径3〜4mという巨木もある。このほか220種あまりの豊富な樹種に覆われている。
- 小鳥やチョウの種類も豊富である。またモリアオガエルも生息しており、豊かな自然が残されている。

## 登山
- 倉吉市立博物館前の登山口から、中国自然歩道にも指定されている越中丸展望所を通るコース、市営陸上競技場側を通り武者溜まりと呼ばれる広場を通るコース、長谷寺の参道を経由するコースなど、多くのコースがある。

## 山中、山麓にある施設
- 長谷寺
- 越中丸（八十八箇所）
- 鎮霊神社（南條屋敷跡）
- 倉吉神社
- 大江神社
- 賀茂神社
- 勝入寺
- 打吹公園
  - 倉吉博物館・倉吉歴史民俗資料館
  - 飛龍閣 - 1904年（明治37年）4月竣工、皇太子（後の大正天皇）の宿泊施設